# Varsity Blues
Varsity Blues es una película de 1999 dirigida por Brian Robbins. 
La película en Estados Unidos recaudó $52 millones. Su presupuesto fue de $16 millones. Luego fue parodiada por Not Another Teen Movie.

## Sinopsis
Sigue a un equipo de fútbol y a su entrenador autoritario a través de una temporada tumultuosa. Los jugadores deben lidiar con las presiones de la adolescencia y su comunidad obsesionada al fútbol mientras tienen a un entrenador duro.
El equipo de los Coyotes de West Caan está muy cerca de alcanzar su vigésimo tercer título de liga; sus logros han convertido a su entrenador Bud Kilmer en una auténtica leyenda. Pero cuando Lance Harbor (Paul Walker), estrella del equipo, sufre una lesión que le aparta para siempre de la competición, Jonathan “Mox” Moxon (James Van Der Beek) toma las riendas de los Coyotes; y entonces, su actitud irreverente y peculiar enfoque de la vida chocan frontalmente con la disciplina del entrenador.

## Reparto
- James Van Der Beek como Jonathon "Mox" Moxon.
- Amy Smart como Jules Harbor.
- Paul Walker como Lance Harbor.
- Ali Larter como Darcy Sears.
- Jon Voight como Entrenador Bud Kilmer.
- Scott Caan como Charlie Tweeder.
- Ron Lester como Billy Bob.
- Richard Lineback como Joe Harbor.
- Eliel Swinton como Wendell Brown.
- Thomas F. Duffy como Sam Moxon.
- Joe Pichler como Kyle Moxon

## Taquilla
La película se estrenó en el número 1 en la taquilla de América del Norte haciendo $17.5 millones en su primer fin de semana. 